# Ustav Srbije iz 2006. godine
Ustav Srbije, iz studenog 2006. godine, prvi je Ustav neovisne Republike Srbije.

### Usvajanje u parlamentu i referendum
Narodna skupština Republike Srbije usvojila je jednoglasno, na sjednici 30. rujna 2006., prijedlog novog Ustava u čijem se uvodnom dijelu nalazi odredba o tome da je Kosovo sastavni i neotuđivi dio Srbije. Prijedlog Ustava, pred zastupnicima, obrazlagali su predsjednik i premijer Srbije - Boris Tadić i Vojislav Koštunica. Odmah po usvajanju, raspisan je referendum za 28. i 29. listopad, na kojem su građani Srbije (većinom glasova) odlučili podržati novi Ustav.

### Proglašenje
Na svečanoj sjednici srbijanskog parlamenta, 8. studenog, novi Ustav Srbije svečano je proglašen. Ovoj sjednici nazočio je cio državni vrh zemlje, predstavnici Srpske pravoslavne crkve, kao i ličnosti iz javnog života Srbije.